# Cruciada copiilor

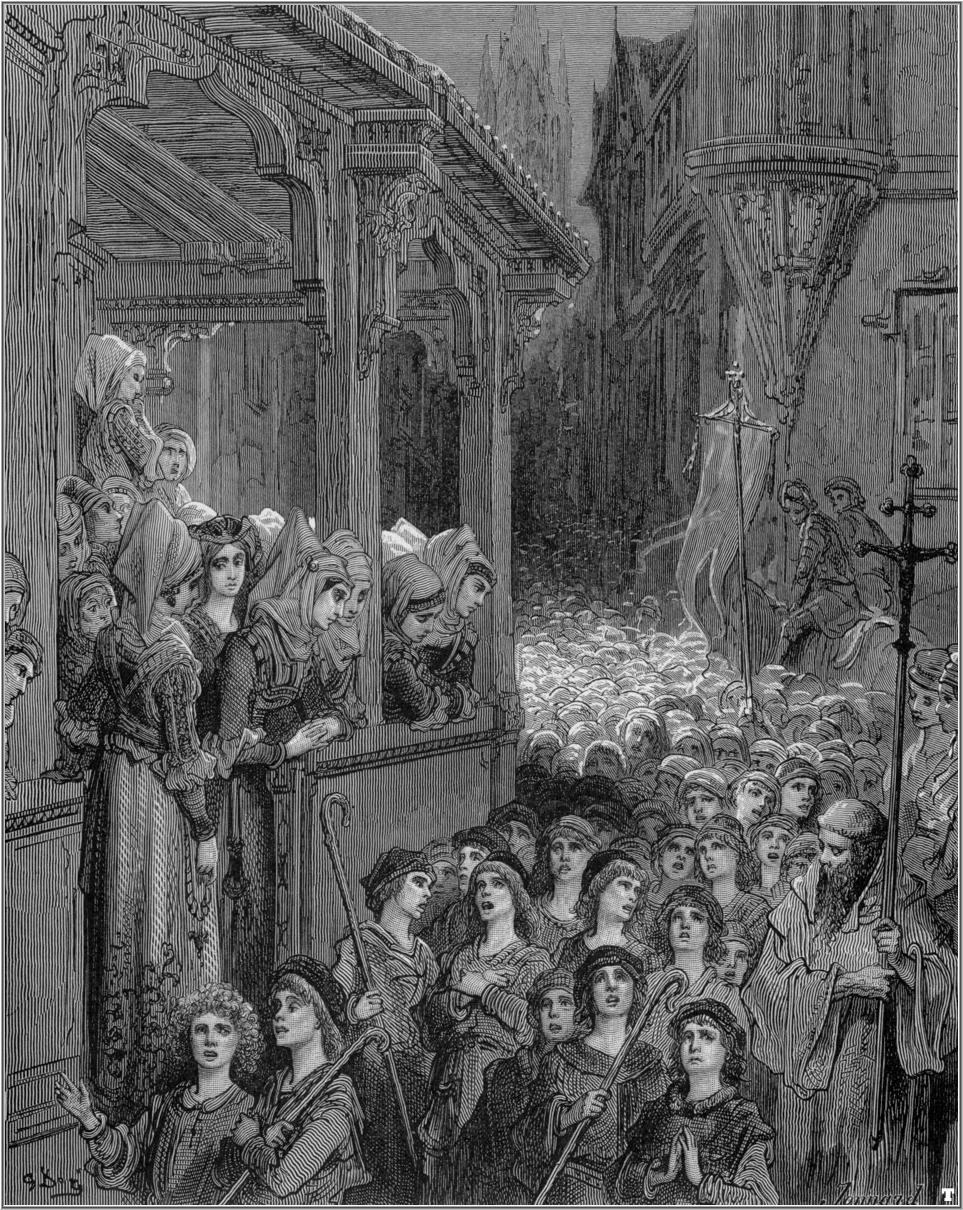
Cruciada copiilor de Gustave Doré

Cruciada copiilor este denumirea dată unei varietăți de evenimente imaginare sau reale din 1212, care combină unele sau toate elementele de mai jos: vedeniile unui băiat francez sau german, intenția de a converti prin mijloace pașnice la creștinism musulmanii din Țara Sfântă, mulțimile de copii călătorind spre Italia și aceiași copii vânduți ca sclavi. Există mai multe mărturii care se contrazic însă între ele, iar cruciada copiilor este un subiect care nu este elucidat complet de cercetarea istorică.

## Informații generale
Cruciada Copiilor nu poate fi înțeleasă fără cultul inocenților, foarte puternic în Europa apuseană, cu rădăcini adânci în trecutul îndepărtat al istoriei, transmis, ca multe credințe păgâne, în creștinism și întreținut de misticismul și fanatismul evului mediu, mai ales, în secolele XI-XIII. O credință străveche, vehiculată de tradiție prin veacuri, adusese până în evul mediu, și mult după aceea, superstiția că, prin puritatea și farmecul lor, copii pot răscumpăra de la divinitate vina celor mari. Era un lucru obișnuit și general răspândit ca mamele să pună copii să se roage pentru părințiilor. O întreagă literatură laică (de exemplu: Povestea vrăjitorului din Hamlen) și religioasă (legenda uciderii pruncilor în vremea lui Irod) întreținea această credință pentru care exista și o sărbătoare în calendarul catolic (28 decembrie), asociată cu cultul lui Iisus-copil, iar cruciada copiilor va purta amprenta constantă a acestei apropieri, până la identificare.
Ziua de 28 decembrie, sărbătoarea copiilor, era marcată prin alegerea în fiecare an a unui episcopus puerorum, din mijlocul celor de vârstă mică, episcop tratat cu toate onorurile, purtat pe un car în triumf, având dreptul, aproape de neînțeles, ca, în dimineața sărbătoarei amintite, să oficieze liturghia. Faptul nu ar fi fost posibil dacă episcopus puerorum nu s-ar fi bucurat de recunoașterea bisericii, nu ar fi avut concursul preotului și nu ar fi fost, în prealabil, inițiat pentru a-și juca rolul. Totul era făcut cu seriozitate, prestigiul bisericii, caracterul sacru al funcției religioase nu erau atinse; așa se explică de ce nimeni nu contesta legitimitatea episcopului de o zi al copiilor menționat în documente de la începutul secolului al XII-lea.
Copilăria avea, așadar, o zi de domnie pe an și în acea zi, (de 28 decembrie) copii având voie să facă orice, fără a fi pedepsiți, nu a lipsit mult ca sărbătoarea să se transforme în adevărate saturnale, iar în istorie va rămâne cu numele de sărbătoarea nebunilor
Papa Inocențiu al III-lea, prevăzând consecințele unor atari manifestări neîngrădite, a încercat să le interzică, dar, în ciuda bulei papale promulgate și a celor ce au urmat, sărbătoarea s-a menținut tot evul mediu. Tradiția se dovedea mai puternică și nu este de mirare că în secolul XIII prestigiul episcopului copiilor era intact, lui conferindu-i-se privilegiul micului taumaturg, autoritate de care se bucura în societatea copiilor timp de un an, până la alegerea următorului episcop. Este greu de spus dacă obiceiul a pornit de la o joacă de copii, pe care biserica a fost nevoită să o accepte, dându-i un caracter oficial, sau, dimpotrivă, biserica a creat o practică consacrată, cu ajutorul ei urmărind să supravegheze și să educe pe cei mici, ale căror porniri zgomotoase deveneau, nu odată, supărătoare. Probabil că au existat ambele tendințe, ele întâlnindu-se. Cert este că micul taumaturg, copilul presupus a avea har, apare în chip de conducător al celor două cruciade ale copiilor. Dar prezența sa, ca și marșul micilor pelerini spre Ierusalim, nu ar fi explicabile dacă nu ar fi existat, în mediul rural al societății feudale, o altă practică-comunitatea copiilor-o formă de educare a individului cunoscută prima dată în evul mediu.
Asociațiile de copii de ambe sexe au apărut în Occident în feudalismul dezvoltat atât la sat, cât și la oraș, rostul lor fiind de a educa sentimentul solidarității, al colectivității-temelia însăși a societății-încă din fragedă vârstă, de a împlânta în sufletele necorupte sentimentul responsabilității față de societate, de a-i obișnui pe cei mici cu un sistem de gândire și cu îndatoririle ce urmau să le revină într-o zi, ei fiind puși treptat să copieze viața părinților și, astfel, să se integreze în ea, pe nesimțite, nu atât din convingere, cât mai ales, din deprindere. De aceea, alături de familie, asociațiile de copii au jucat, mai ales în societatea rurală medievală, un rol covârșitor, ele bucurându-se de un statut propriu, de drepturi necontestate. Dar pentru a înțelege mai bine aportul acestor asociații la sudarea colectivităților rurale, capacitatea lor de a acționa și a mobiliza până a da naștere unei cruciade, nu trebuie omis faptul că ele grupau, pe lângă copii de la vârsta de 7 ani dintr-un sat, pe toți tinerii până la căsătorie, încheiată, de altfel, de timpuriu, la 16 ani, pentru fete chiar mai de vreme, dar nu rareori și mai târziu, mai ales în cazul băieților. 
Conform mentalității timpului, individul parcurgea trei etape în viață: copilăria, maturitatea, bătrânețea, din copilărie el pășind direct în categpria adulților, numai ca o consecință a faptului de a fi întemeiat o familie. Adolescența, când individul capătă conștiința de sine, nu era înscrisă în vârstele omului. De aici importanța acordată asociațiilor de copii, considerată o societate aparte, responsabilă, chiar dacă uneori opusă societății adulților, având dreptul, în fiecare sat, să aibă un conducător și să se organizeze singure. Este de la sine înțeles că inițiativele, în cadrul acestor comunități, aparțineau băieților mai în etate. În tot ceea ce făceau, modelul le era furnizat de societatea adulților, pe el îl imitau, fie că era vorba de alegerea anuală a conducătorului din ziua de 28 decembrie, care tocmai de aceea purta numele de episcopul inocenților, sau putea să ia titlul altei demnități, de pildă, abatele tineretului, căpitanul tinereții etc., fie că întreprindeau acte mai însemnate, unele chiar nedorite. De pildă, când în secolul XII au început să se ridice primele catedrale gotice, iar nevoia de mână de lucru a făcut ca autoritățile să apeleze la ajutorul benevol al crdincioșilor, participarea fiind socotită o manifestare de devoțiune, tot atât de importantă ca și cruciada, copiii, nechemați de nimeni, s-au prezentat și ei, deși mai mult încurcau treaba decât erau de vreun folos. Recurgând tot la imitație, ei și-au luat numele de penitenți constructori.
Mathieu de Paris, abatele Haimon ni-i semnalează pe șantierele din Caen, Chartres, Paris, Saint-Pierre-sur Dive unde, constată autorii cu stupoare, sosiseră de la o depărtare neînchipuit de mare, aproape sfârșiți de oboseală și nemâncare, dar cu voința fermă să nu dea înapoi.Este o asemănare izbitoare între cruciada copiilor și aceste coloane de mici penitenți care mergeau, înfruntând greutățile unui drum lung, cu lumânări aprinse în mână, purtând prapore, în mi[[j]♧locul lor, înconjurat de multă devoțiune, aflându-se micul taumaturg, purtat pe un car. Rugăciunile lor intonate monoton erau o pildă de dăruire pentru ceea ce se voia a fi atunci o cauză măreață. Impresionați, mulți locuitori din satele prin care treceau li se alăturau. Ajunși la destinație, cei mari se amestecau cu lucrătorii, în timp ce cei mici stăteau de o parte, la o distanță respectuoasă, intonând cântece. 
Robert de Torigny îi numea un mare miracol al credinței și încă de atunci acțiunea lor era identificată cu o cruciadă, la croisade monumentale, cum s-a numit, în textele din sec XII, copii constructori, copii cruciați însemnând același lucru. Din acest exemplu, și din multe altele, rezultă limpede că asociațiile de copii aveau drept de inițiativă, putere de mobilizare, rolul lor principal fiind de a participa la formele de viață colective. De aceea, prezența copiilor pe șantierele de construcții, deși incomodă, era admisă, mai mult, ea era privită ca un semn de bun augur, căci dăinuia încă superstiția că la înălțarea unui edificiu religios, pentru trăinicia lui, era necesar sacrificiul unor ființe nevinovate, iar micii penitenți îl ofereau cum puteau ei, apoi copiii întruchipau tinerețea veșnic reîmprospătată și se credea că prin rugăciunile lor ei pot împrumuta ceva din această însușire de neprețuit catedralelor, ce se dorea a fi veșnice, înfruntând secolele cu aceeași prospețime de la început.
Așadar, cruciada copiilor nu a pornit dintr-o dată sau din senin, a existat o tradiție a copiilor cruciați întâlniți în o serie de antecedente, printre ele un rol important jucându-l participarea copiilor, alături de părinții lor, la primele cruciade. Nu este vorba de o înrolare pasivă, ci de una activă, ca de pildă, lupta stranie a copiilor din ambele tabere, creștină și musulmană, menționată de izvoare în momentele de grea cumpănă, când soarta unei bătălii nu putea fi decisă, ca în cacazul asediului îndelungat al Antiohiei sau al cetății Acra. Jertfa reală de sânge a copiilor, în acest caz, echivala cu o ordalie, adică un procedeu de netăgăduit, prin care se credea că divinitatea se pronunță de partea cui este dreptatea; interesant că el era acceptat de ambele religii, ca și cum copiii ar fi avut calitatea să decidă soarta războiului sfânt.
Copiii erau folosiți drept călăuze sigure în momentele de derută. În anul 1098, printre orășenii din Milano se vorbește sugestiv despre un praeelecta juventus, după cum în cruciada a doua, când regele Franței, Ludovic al VII-lea, i-a părăsit pe cruciați, aceștia, neștiind încotro să o ia, s-au lăsat călăuziți de acei probati juvenes.
La sfârșitul secolului XII se răspândise tot mai mult credința că dacă Ierusalimul va fi recucerit acesta va fi un privilegiu rezervat tinerilor, deschizătorii de drum spre o viață nouă. Nu era decât o superstiție, dar ea era alimentată de dorința tinerei generații de a se emancipa de tutela prea grea a părinților, de a avea dreptul să-și decidă propriile acte, propriul destin. De aceea superstiția a fost întreținută cu grijă, ea fiind argumentată cu noi fapte ce păreau nu mai puțin miraculoase. Abatele Medard de Soissons scria cum unii afirmă că înainte de a se produce această plecare ciudată a copiilor, din zece în zece ani, pești, broaște, păsări au plecat în același fel, fiecare în ordinea și sezonul cerute de specia din care făceau parte. Au urmat apoi tinerii, acestora părându-li-se că le-a venit și lor sorocul să se integreze în ritmul vieții cosmice. Dar analogia nu era decât un mijloc de înfăptuire a unui gând care devenise o obsesie, mai ales după marea procesiune ordonată de papa Inocențiu al III-lea în anul 1212, la care asociațiile de copii participaseră obligatoriu. După această dată tot mai mult a început să se vorbească printre țărani despre jetfa și misiunea noilor inocenți de a purifica lumea și a reabilita cruciada, lăsată în părăsire. Tinerii din Franța și Germania s-au grăbit să răspundă și în cursul aceluiași an, în 1212, îi aflăm înconjurați de mii de copii, gata să pornească la drum, nici ei nu știau unde, mai înainte ca părinții lor să le fi dat asentimentul. Este o dovadă de ce forță aveau asociațiile de copii, ele fiind capabile în secolul XIII de inițiativa politică, cum a fost această cruciadă nepromulgată de papalitate, nedorită de nici o autoritate laică. La fel, ca și în cazul declanșării primei cruciade, era o acțiune politică pornită din rândurile maselor țărănești și încă de elementele cele mai tinere din mediul rural. Dar copiii nu au plecat singuri. Văzându-i hotărâți să-și încerce norocul în țara sfântă, unii părinți, mai ales cei ai copiilor de vârstă mică, i-au însoțit. S-au alăturat marșului spre Ierusalim mulți diaconi care, fiind în jur de 19 ani și firește necăsătoriți, se considera că fac încă parte din categoria copiilor, deși prin etate, prin cunoștințele dobândite în școli și apartenența la cinul preoțesc, ei s-ar fi cuvenit să dovedească maturitate în gândire și în loc să încurajeze o acțiune, sortită de la bun început unui eșec lamentabil, ar fi fost de datoria lor să încerce să o înăbușe, dar nu numai că nu au făcut-o, în plus ei au mai atras și unii preoți creduli după ei.

## Începutul cruciadei
Cruciada copiilor a pornit din Franța, din regiunea Vendome, sub forma unei procesiuni, a unei obișnuite cruciade monumentale, îndreptându-se spre Saint Denis, atunci încă un șantier în plin lucru. Conducătorul ei era un ciobănaș, pe nume Etienne din satul Cloies și dorința lui copilărească, ridicată la rangul de misiune, era să meargă să-l întâlnească pe rege. Izvoarele în care această expeditio infantium este narată sunt foarte laconice și nu ne informează asupra mobilului întrevederii dorită de Etienne. Probabil că voia să obțină de la rege ajutorul necesar pentru a se îmbarca împreună cu bandele de pelerini, căci aproape toate documentele semnalează intenția copiilor de a trece marea și ceea ce puternicii și regii nu putuseră să facă, adică să cucerească Ierusalimul-spune cronicarul Rainier-să izbutească ei.
În jurul lui Etienne s-au strâns în luna iunie un număr de circa 20 000 de copii, alte date dau cifra de 30 000, din regiunile Normandia, Verdomois, Ile de France, Picardia, fapt ce duce cu gândul la o mobilizare metodică și serioasă. Important este că micii penitenți sunt numiți în izvoare semnficativ parvi pueri (copii mici, dar și cu sensul de copii săraci) ceea ce constituie un indiciu privind originea lor socială. Erau băieți și fete, de vârste diferite, coloanele de cruciați-în descrierea lui Mathieu de Paris- deplasându-se dintr-un loc în altul în mod disciplinat, urmând în ordine, fără vacarm, pe conducătorul lor care, amănunt important, era bogat înveșmântat și purtat ca un rege pe un car frumos împodobit. Descrierea sumară ne obligă să constatăm și aici rolul asociațiilor de copii, dar conducătorii lor ne prevăzuseră un posibil refuz al regelui , nici ce aveau să facă după ce merindele de drum aveau să se sfârșească. Ajunși la Saint Denis se spune că și clericii și alți oameni cu minte sănătoasă i-au îndemnat să se întoarcă acasă. Unii au ascultat, dar la întoarcere drumul era mai greu, descurajarea i-a cuprins repede; sfâșiați de foame au început să cerșească, iar peste tot lăsau impresia unor vagabonzi dezgustători. Cei mai mulți, însă, au coborât pe valea Ronului până la Marsilia și acolo mai marii lor au tratat cu doi armatori traversarea cruciaților până în Palestina. Alberic des Trois-Fontaines, autorul acestei informații, ne încredințează că numărul lor era atât de mare, încât au fost nevoiți să tocmească șapte corăbii. Nici nu s-au depărtat bine de țărm, că o furtună îi surprindea în plină mare și rătecea vasele, împingându-le pe fiecare în altă direcție. Două dintre ele au eșuat în dreptul insulei Sfântu Petru (în apropiere de Sardinia), toți călătorii fiind înghițiți de valuri. Trupurile neînsuflețite ale micilor cruciați au fost aruncate o parte din ele pe uscat, de unde apoi au fost culese și îngropate în insulă cu mare evlavie, această moarte tragică fiind interpretată ca o adevărată jertfă a noilor inocenți. Peste mormintele lor papa Grigore al IX-lea avea să ridice mai târziu o biserică-biserica Sfinților Inocenți-ce poate fi văzută și astăzi adăpostind pe micii cruciați, sanctificați tot din ordinul papei, în amintirea nefericiților pelerini înscriindu-se în calendarul catolic o nouă sărbătoare.
Cârmacii celorlalte 5 corăbii au reușit să le conducă până în portul Alexandria, unde copii salvați au fost vânduți ca sclavi sarasinilor, nu dintr-o necesitate de moment, ci pentru că așa gândiseră armatorii când se hotărâseră să ia la bord un număr atât de mare de ființe umile și neajutorate, incapabile să-și plătească transportul. 
La mijlocul lunii iulie 1212 plecau și copii germani conduși de un anume Nicolas din Köln, se pare nu mai mare de 8 ani, dar preferat de comunitatea copiilor în chip de conducător al expediției din cauza unui semn pe care îl avea din naștere pe umărul drept, interpretat ca semnul crucii. Nicolas era însoțit de tatăl său și probabil că el a jucat un rol în stabilirea itinerariului parcurs de pelerinii germani, în orice caz supraveghea copilul și o dată cu el pe ceilalți cruciați nevârstnici, copleșiți de dificultățile drumului, înspăimântați și nu o dată oprimați de cei mai în vîrstă sau mai mare în putere decât ei.
Cruciații au coborât de la Köln pe malul stâng al Rinului, apoi au traversat Alpii, au intrat în Italia de nord și s-au oprit la Genova, în speranța că negustorii îi vor transporta pe corăbiile lor în Palestina. Dar orășenii când i-au văzut, mulți, în zdrențe, înfometați, s-au temut să nu se iște tulburări în oraș, să nu se scumpescă alimentele și au găsit cu cale să-i alunge cât mai repede și cât mai departe. La fel gândeau și alte orașe, așa se face că gloata de copii, gonită de pretutindeni, a ajuns în cele din urmă la Roma, într-o stare de mizerie de nedescris. Papa a dispus să fie trimiși acasă, iar ca singură mângâiere erau îndemnați, dacă vor neapărat să fie cruciați, să revină când vor fi bărbați în stare să poarte arme; fetele nici nu erau luate în seamă. Văzând că ardoarea lor nu este apreciată nici de șeful creștinătății, cruciații, deznădăjduiți, deprimați de inutilitatea unei acțiuni declanșată cu atât elan, au făcut cale întoarsă.
Întoarcerea a fost lamentabilă. Autorul analelor Marbacenses o descrie în tonuri sumbre: înfometați și desculți, unul câte unul, în tăcere, se strecurau pe drum; mulți au murit, singuri și părăsiți, cadavrele lor zăceau în piețele publice, erau privite cu curiozitate și dezgust, dar nimeni nu le îngropa. În orașele pe unde treceau foștii cruciați, murdari, palizi, cu ochii triști, mistuiți ca de febră, populația îi primea cu acuzații, cu insulte de tot felul provocate, mai ales, de prezența fetelor cu înfățișare de haimanale, încât bieții de ei preferau să caute odihna la o margine de drum și să se hrănească cu ierburi și fructele pădurii.
Ceea ce la început fusese măreție la întoarcere nu mai era decât tembelism, mulți rătăceau drumul și numai puținu din cei plecați în cruciadă au mai revăzut căminul părintesc.

## Legende
Despre existența acestui eveniment există mărturii care acreditează mai multe versiuni ale aceleiași teme. Astfel, un băiat a început să propovăduiască în Franța sau în Germania, pretinzând că a fost vizitat de Iisus Hristos, care i-a spus să conducă o cruciadă pentru convertirea prin mijloace pașnice la creștinism a musulmanilor. După producerea unei serii de miracole și apariția unor semne prevestitoare, băiatul ar fi adunat în jurul său un mare număr de tovarăși, după unele surse până la 20.000 de copii. El și-ar fi condus adepții spre sud, spre Mediterana, unde se credea că marea se va despărți în două odată cu venirea pelerinilor, astfel încât ei să poată călători spre Ierusalim. Copii ar fi fost ori vânduți în piețele de sclavi din Tunisia, ori ar fi pierit într-un naufragiu în dreptul insulei San Pietro (de lângă Sardinia) în timpul unei furtuni puternice. În unele relatări, ei nu ar fi ajuns niciodată la mare, ci ar fi renunțat la drum sau ar fi murit de foame și epuizare. Cercetătorii au considerat că aceste relatări sunt mai degrabă legende decât fapte reale.

## Cercetările moderne
În conformitate cu rezultatele unor cercetări mai noi, se pare că au fost două mișcări ale maselor în 1212 în Franța, respectiv în Germania. Asemănările dintre cronicile celor două evenimente au făcut ca ele să fie considerate relatarea unei singure întâmplări.
În cazul evenimentelor din Germania, un cioban pe nume Nicholas a condus un grup de pelerini peste Munții Alpi în Italia la începutul primăverii anului 1212. Aproximativ 7.000 de oameni au ajuns la sfârșitul lunii august în Genova. Grupul s-a destrămat în momentul în care minunea despărțirii apelor nu s-a produs. Unii dintre pelerini s-au întors acasă, alții e probabil să se fi îndreptat spre Roma, iar alții este posibil să se fi îndreptat spre Marsilia, unde odată ajunși au fost cel mai probabil vânduți ca sclavi. Doar puțini s-au mai întors acasă, niciunul dintre ei nereușind să ajungă în Țara Sfântă.
A doua mișcare a fost condusă de un băiat-cioban numit Stephen de Cloyes din satul Châteaudun, care a pretins în iunie că este purtătorul unei scrisori din partea lui Cristos, destinată regelui Franței. Băiatul a reușit să atragă în jurul lui o mulțime de cam 30.000 de oameni, care s-a îndreptat către Saint-Denis, unde ar fost văzut făcând miracole. Din ordinul regelui Filip al II-lea, care fusese sfătuit de învățații de la Universitatea din Paris, mulțimile au fost trimise acasă. Cei mai mulți dintre pelerini au urmat ordinul regal și s-au reîntors la casele lor. Nicio sursă contemporană nu a menționat vreun plan de călătorie la Ierusalim.
Cronicile mai târzii au dezvoltat și înfrumusețat aceste evenimente. Cercetări recente au sugerat că participanții la respectivele mișcări nu ar fi fost copii, sau cel puțin nu dintre cei foarte tineri. La începutul secolului al XIII-lea, prin Europa bântuiau cete de săraci rătăcitori. Acești oameni fuseseră alungați de la casele lor de schimbările economice care forțaseră numeroși țărani săraci din nordul Franței și Germaniei să-și vândă pământurile. Membrii acestor pâlcuri rătăcitoare erau denumiți pueri (în latină "băieți").
În 1212, un puer francez numit Stephen și un puer german numit Nicholas au început în mod separat pelerinaje, fiecare pretinzând că a avut vedenii cu Isus Cristos. Alături de ei au venit săracii rătăcitori. Cu toate acestea, marșul lor nu a fost preludiul unui război sfânt.
Câteva decenii mai târziu, cronicalii au citit relatările acestor procesiuni și au tradus pueri ca "băieți" sau "copii", fără să cunoască înțelesul adevărat al termenului. Astfel s-a născut legenda cruciadei copiilor. Legenda țesută pe seama mișcăriilor amintite mai sus ne arată cât de puternic înrădăcinat era conceptul cruciadei în conștiința oamenilor vremii. Cronicarii au presupus că acei "pueri" trebuie să fi fost cruciați, care ar fi repetat mișcarea plină de credință și de sinceritate a primilor cruciați adepți ai lui Pierre l’Ermite. Faptul că nu și-ar fi atins ținta a fost interpretat ca o dovadă a soartei lor tragice (scalvie sau naufragiu).
Conform mărturiei lui Matthew Paris, unul dintre liderii cruciadei copiilor a devenit "Le Maître de Hongrie," conducătorul cruciadei ciobanilor din 1251.

## Istoriografie

### Studii științifice
Mai înainte de studiile lui Raedts, nu au existat decât câteva cercetări științifice care să fi abordat problema cruciadei copiilor. Primele studii serioase au fost făcute de francezul G. de Janssens (1891) și de germanul R. Röhricht (1876). Ei au analizat sursele dar nu au analizat și credibilitatea relatărilor. Medievalistul americab D. C. Munro (1913-14), după cum afirmă și Raedts, a oferit cea mai bună analiză a surselor și a fost primul care a făcut diferențierea între faptele istorice și legendă. Mai târziu, J. E. Hansbery (1938-1939) a publicat unele corecții la lucrarea lui Munro, dar în zilele noastre această ultimă contribuție este considerată ca bazată pe surse care nu sunt demne de încredere. Psihiatrul german J. F. C. Hecker (1865) a dat o interpretare originală evenimentelor, considerată a fi "emoționalism religios maladiv".
P. Alphandery (1916) și-a publicat cercetările despre cruciadă într-un articol, republicat în 1959 într-o carte. El considera cruciada ca o expresie a cultului medieval al "inocenților", un soi de ritual de sacrificiu în care în care "inocenții" se jertfeau pentru Dumnezeul creștin. Totuși, el își baza ideile pe niște suse considerate în zilele noastre ca îndoielnice.
Adolf Waas (1956) a văzut cruciada copiilor ca pe o manifestare a cucerniciei cavalerești și ca pe un protest împotriva glorificării războiului sfânt.
H. E. Mayer (1960) a dezvoltat teoria "inocenților" a lui Alphandery, afirmând că toți copii erau "poporul ales" al lui Dumnezeu deoarece erau cei mai săraci, afirmând: ""Cruciada copiilor a marcat atât triumful cât și decăderea ideii de sărăcie."
Giovanni Miccoli (1961) a fost primul care a remarcat că sursele contemporane nu se referă la copii atunci când denumesc participanții la mișcare.
Analiza din 1977 a lui Peter Raedts este considerată cea mai completă și mai bine documentată asupra fenomenului reprezentat de "cruciada copiilor".